# Gaylussacia pulchra
Gaylussacia pulchra ist eine Pflanzenart aus der Familie der Heidekrautgewächse. Sie ist in Brasilien beheimatet, namentlich in den Bundesstaaten Bahia und Minas Gerais im Osten des Landes.

## Beschreibung
Gaylussacia pulchra ist ein verholzter, verzweigter Strauch. Die Blätter sind lanzettförmig, auf der Oberseite dunkelgrün und auf der Unterseite weißlich. Die Blüten sind scharlachrot, röhrenförmig und sitzen an Blütenstielen in den Blattachseln. Die Früchte besitzen 10 Kammern mit je einem Samen.

## Synonyme
The Plant List, ein Gemeinschaftsprojekt der Royal Botanic Gardens (Kew) und des Missouri Botanical Garden führt das folgende Synonym auf:
- Adnaria pulchra (Pohl) Kuntze